# Эклунд, Маттиас
Ма́ттиас Бернт Йоханнес Э́клунд (швед. Mattias Bernt Johannes Eklundh; псевдоним швед. Ia — сокращение имени; род. 1969 Гётеборг, Швеция) — шведский музыкант, гитарист и вокалист, известный участием в таких группах, как Freak Kitchen, Frozen Eyes, Fate, Art Metal.

## Краткая биография
Маттиас с детства полюбил музыку и уже в 6 лет начал играть на барабанах, однако в 13 лет, под влиянием музыки Фрэнка Заппы и группы Kiss он взялся за гитару.
Свою музыкальную карьеру Эклунд начал с группы Frozen Eyes, которую он основал в 16 лет, однако она вскоре распалась и Маттиас присоединился к датской метал-группе Fate в качестве соло-гитариста. В 1990 году, после записи альбома с этим коллективом, Эклунд возвращается в Швецию и вместе с бывшими участниками Frozen Eyes создает новый коллектив Freak Kitchen. В этом составе группа существовала до 2000 года, после чего барабанщик и бас-гитарист были заменены.
Работая параллельно с Freak Kitchen, Маттиас успевает записать несколько сольных альбомов, в которых он проявляет свою «фирменную» технику игры. Два из этих альбомов выходят на лейбле, который принадлежит Стиву Ваю. Кроме этого, он успевает поучаствовать в записях нескольких шведских групп. В 2005 году Маттиас участвует в проекте Jonas Hellborg Trio.
Помимо участия в группах, Эклунд является основателем и преподавателем интенсивных гитарных курсов Freak Guitar Camp. Маттиас является эндорсером гитар Caparison, гитарных усилителей Laney, эффектов AMT Electronics и электроакустических гитар Yamaha.

## Дискография

### Сольные альбомы
- Mr Libido — Sensually Primitive (1996)
- Freak Guitar (1999)
- Freak Guitar: The Road Less Traveled (2005)
- Freak Guitar: The Smorgasbord (2013)

### В составе Freak Kitchen
- Appetizer (1994)
- Raw (1994)
- Swedish Hard Rock and Heavy Metal 1970—1996 (1996)
- Spanking Hour (1996)
- Junk Tooth (EP) (1997)
- Freak Kitchen (1998)
- Dead Soul Men (2000)
- Move (2002)
- Lost in Bordeaux — promotional single (2002)
- Swedish Hard Rock & Heavy Metal — bonus CD (2002)
- Nobody’s Laughing DVD single (2002)
- Organic (2005)
- Land of the Freaks (2010)
- Cooking with Pagans (2014)

### Участие в других проектах и группах
- Frozen Eyes — The Metal Collection III (1987)
- Frozen Eyes — Frozen Eyes (1988)
- Fate — Scratch 'n' Sniff (1990)
- Road Ratt — Road Ratt (1992)
- Is this tough or what? — Compilation (1992)
- Pagan — The Weight (1993)
- Triple & Touch — T & T (1993)
- Tornado Soup — Tornado Soup (1994)
- Hans Lindell — En del av bilden (1996)
- Sven Olander — Air Blue (1997)
- Locomotive Breath (1997)
- Hans Sahlin — Hans Sahlin (1997) (Unreleased)
- Evergrey — The Dark Discovery (1998)
- Torben Schmidt (1998) (Unreleased)
- Janne Lucas (1998) (Unreleased)
- Soilwork — Steelbath Suicide (1998)
- Soilwork — The Chainheart Machine (1999) песня — Machinegun Majesty
- Guitar Oddysey — A tribute to Yngwie Malmsteen (1999)
- Soilwork — A Predator's Portrait (2001) песня — Needlefeast
- Warmth in the Wilderness — A tribute to Jason Becker (2001)
- Bumblefoot — 9.11 (2001)
- Plug In (2001) (Unreleased)
- Mister Kite — All In Time (2002)
- Locomotive Breath — Heavy Machinery (2002)
- Soilwork — Natural Born Chaos (2002) песня — No More Angels
- Johan Randen — Lead Guitar (2002)
- Audiovision — The Calling (2005)
- United — DVD (2005)
- Petrus — Come What Might (2005)
- Martin Motnik with Gregg Bissonette — Bass Invader (2005) песня — YYZ
- Art Metal — Art Metal (2007)

Видео-школы:
- Freak Guitar Vol 1 (1995) (VHS-видео)
- Hyper Freak Exercise (1999) (Аудио-CD)
- Hyper Freak Exercise DVD (2001) (DVD-видео)
- Super Virtuosity DVD (2004) (DVD-видео)